# 1974 v letectví
Tento článek obsahuje seznam událostí souvisejících s letectvím, které proběhly roku 1974.

## Události
- Novým šéfkonstruktérem a vedoucím kanceláře Kamov specializované na výrobu vrtulníků (zejména s koaxiálním rotorem) byl vybrán vedením obranné složky Ústředního komitétu komunistické strany SSSR po zesnulém Nikolaji Iljiči Kamovovi ze tří kandidátů tehdy teprve 35letý Sergej Viktorovič Michejev, vedoucí jedné z divizí.[1]

### Září
- 1. září – SR-71 Blackbird přelétá Atlantský oceán mezi New Yorkem a Londýnem za 1 hodinu 54 minut a 56,4 sekund (Mach 2,68), což je stále (2007) platný rekord.

## První lety

### Leden
- 9. ledna – WSK-Mielec M-15, SP-1974
- 20. ledna – General Dynamics YF-16, 72-01567

### Únor
- 21. února – HTM Skyrider, D-HHTF

### Březen
- 1. března – Sikorsky CH-53E Super Stallion

### Červen
- 9. června – Northrop YF-17, 72-01569
- 24. června – Aérospatiale AS 350 Ecureuil, F-WVKH

### Srpen
- 14. srpna – Panavia MRCA (později Tornado), D-9591
- 21. srpna – Hawker Siddeley Hawk, XX154
- 22. srpna – Shorts 360, G-BSBH

### Září
- 11. září – Bell 206L LongRanger, N206L
- 25. září – Northrop F-5F Tiger II, 73-0889

### Říjen
- 17. října – Sikorsky YUH-60, 73-21650
- 28. října – Dassault Super Étendard
- 31. října – IAR-93 RO-001 / Soko J-22 Orao 25001

### Listopad
- 8. listopadu – IA 58 Pucará
- 29. listopadu – Boeing Vertol YUH-61, 73-21656

### Prosinec
- Kamov Ka-27
- 23. prosince – B-1 Lancer, 74-0158